# Manuel de Espinosa de los Monteros

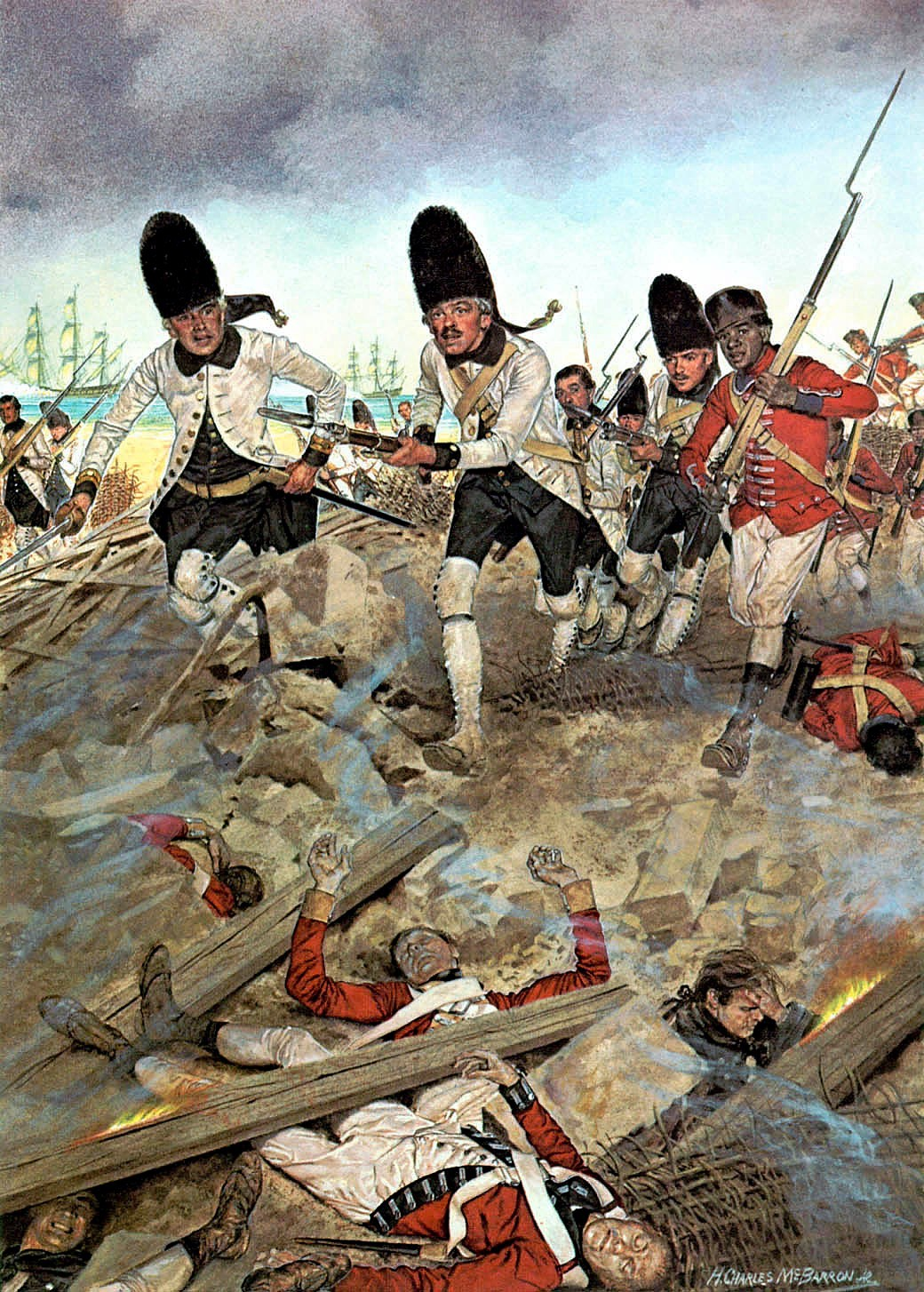
Granaderos españoles con casaca blanca en la Batalla de Pensacola, 1781

Manuel Espinosa de los Monteros (Andújar, (jaen)

ca. 1730 - Madrid, 1810) fue un oboísta, compositor y director de la Real Capilla de Música durante los reinados de Carlos III y Carlos IV.

## Biografía
En 1761 publicó el Libro de la Ordenanza de los Toques de Pífanos y Tambores que se tocan nuevamente en la Ynfantª Española, compuestos por Don Manuel de Espinosa. 1761. que se conserva en la Biblioteca Nacional de España. En 1769 se publicó una nueva edición corregida. En dicho documento aparece por primera vez la Marcha de Granaderos o Marcha Real, cuya autoría se le supone. Carlos III lo adopta como Himno de Honor en 1770 y la popularidad social lo convierte de facto en himno nacional. Isabel II lo declarará himno oficial de España.